# Videja

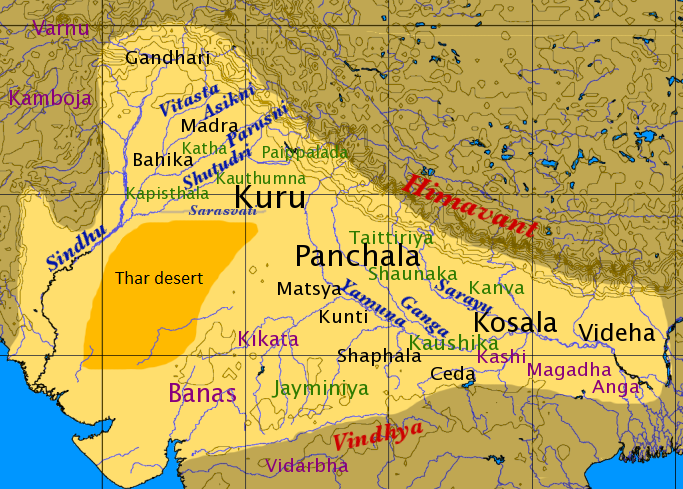
Ubicación del reino de Videja a fines del periodo védico (fines de la Edad del Hierro en India). El nombre aparece escrito en inglés (Videha) con letra grande en el extremo derecho del mapa.

En el texto mitológico Ramaiana, Videja era el reino del rey sabio Yanaka, el padre de Sita, esposa del rey Rama. Los hermanos de Rama se habían casado con las hermanas de Sita, por lo que el reino Videja estaba aliado al reino Kosala. La capital de Videja era Mithila (que se identifica con la ciudad de Yanaka Pura, una ciudad en el sur de Nepal. Los gobernantes de Videja eran llamados yanakas y en la tradición hinduista se cree que han sido grandes eruditos. Se cree que el pueblo de Videja era el más antiguo entre las familias que emigraron cuando el río Sárasuati comenzó a secarse. De acuerdo con la leyenda, el nombre del reino provenía de un rey muerto (videja significa ‘desprovisto de cuerpo’, un muerto) cuyos hijos fueron creados por sabios que realizaron ritos mágicos sobre el cadáver del rey.

## Nombre sánscrito
- videha, en el sistema AITS (alfabeto internacional para la transliteración del sánscrito).[1]
- विदेह, en escritura devanagari del sánscrito.[1]
- Pronunciación: /vidéja/ en sánscrito.[1]
- Etimología: vi (‘sin’), y deha (‘cuerpo’).[1]
- videja, incorpóreo, sin cuerpo, muerto; según el Majábharata, el Ramaiana, y el Bhágavata-purana
  - videha-prāpta: que alcanzó el estado incorpóreo.
- Videja: nombre de un país, actualmente Tirhut; según el Shatápatha-bráhmana.
- Videja: nombre del rey de Videja (especialmente aplicado al legendario rey Yanaka; según las Upanishad, el Bhágavata-purana y el Raya-taranguini.
- Videja, Videja Pati, o Videja Adhipa: nombre de un escritor médico
- videjas: los habitantes del país de Videja.